# In Darkness Let Me Dwell
In Darkness Let Me Dwell — третий полноформатный студийный альбом проекта Die Verbannten Kinder Evas, выпущенный в 1999 году лейблом Napalm Records. Запись и микширование альбома полностью производились в собственной студии Рихарда Ледерера.

## Об альбоме

### Музыка
Это снова вдохновлённый классической музыкой darkwave альбом... На этот раз я уделил гораздо большее внимание вокальным партиям и агрессивным звукам ударных. Песни стали менее классичными, теперь они звучат мрачнее и медленнее, — Рихард Ледерер

### Лирика
В качестве лирического наполнения музыкальных композиций использовались стихи Джона Доуленда и Перси Биши Шелли.

### Оформление
Фотографии для оформления буклета сделала Таня Борски, а Рихард Ледерер их обрабатывал на компьютере с использованием специальных программ.

## Список композиций
1. Intro 04:21
2. Brief Even As Bright 07:04
3. On A Faded Violet 06:56
4. Overpast 06:09
5. Cease Sorrows Now 06:59
6. In Darkness Let Me Dwell 07:01
7. Shall I Strive? 05:58
8. Arise From Dreams of Thee 06:12
9. From Silent Night 07:18

## Участники записи
- Таня Борски — женский вокал
- Рихард Ледерер — вокал, инструменты, программирование